# Лазар Сакан
Лазар Сакан (Земун,16. март 1985) креативни је менаџер маркетиншке агенције Њу момент једне од најнаграђиванијих кућа на Балкану, уз чије име стоји престижни кански титанијумски лав, а коју већ годинама успешно води са својим братом Жарком Саканом.

## Биографија
Син је маркетиншког мага Драгана Сакана - Сакија, пионира адвертајзинг сцене на Балкану и оснивача компаније Њу момент (New Moment New Ideas Company), и Слободанке Лазаревић - Маце, колумнисте Политикиног Забавника, која је обележила „Психолошке грицкалице“, и ћерке народног хероја Југославије, Боже Лазаревића. Оба његова родитеља су психолози по вокацији.
По природи авантуриста и пасионирани мотоциклиста, један је од ретких из Србије који је вештину тај боксинга усавршио на самом Тајланду у оквиру кампа Мај Тај, где проналази природну равнотежу духовног и телесног ка којој је одувек тежио.
Иако је обишао многе светске земље, школовао се и живео у Словенији, Барселони, Мајамију, Лондону, једино се у Београду у потпуности осећа као свој на своме.
Живи у свом поткровљу с Мицом загледан у звездано небо.

## Професионална каријера
Рођени креативац, своју склоност ка глуми и сценском наступу испољава још од малих ногу. У периоду од 1994. до 1996. године снима рекламе за Робну кућу Београд, Супу Ц, Гејмбој и учествује у чувеној кампањи „Лепше је са културом“, чиме започиње његово неспутано кретање ка звезданом небу.
У једном периоду свог живота Лазар се опробао као манекен и за кратко време постао један од најтраженијих домаћих манекена, а 2010. се враћа глумачкој каријери и појављује се у улози скинхеда у филму Стевана Филиповића Шишање који је изазвао бројне полемике.
Из љубави према рокенролу од 2009. почиње да ради као водитељ музичке емисије Јелен Топ 10 на РТС-у, која промовише савремену домаћу поп и рок сцену и младе бендове у Србији и региону.
С рокенролом у срцу 2012. улази и у пројекат продуцирања спота за нумеру Кафане и рокенрол култног београдског бенда Канда, Коџа и Небојша за који ангажује Бориса Миљковића, аутора низа телевизијских емисија, филмова, спотова, чије је име неодвојиво повезано са историјом југословенског новог таласа.
Године 2013, продуцира својеврстан road movie или r’n’r movie за песму Све је стало (у р'н'р) Канда, Коџе и Небојше, у којем средишње место заузима „драгуљ словеначке обале“ – Пиран, град у коме се налази јединствени споменик посвећен Драгану Сакану. Том приликом окупља екипу креативних младих људи – Рашка Миљковића, Сашу Штиха и Дарју Пачевски, своју „најбољу другарицу“ са којом је исте године у галерији Њу момент реализовао изложбу оригиналних графика најзначајнијих светски познатих шпанских уметника Пабла Пикаса, Салвадора Далија, Антонија Тапијеса и Хуана Мироа, познату под називом Четири мачора. Изложбу је видело преко двадесет хиљада посетилаца што ју је уврстило у ред културних догађаја године.
Још један Лазарев поклон рокенролу је самостална изложба графичких цртежа Бранислава Бабића Кебре, оснивача и фронтмена култног новосадског алтернативног рок састава Обојени програм, такође у галерији Њу момент.